# Hors-la-loi (pièce de théâtre)
Pour les articles homonymes, voir Hors-la-loi (homonymie).
Hors-la-loi est une pièce de théâtre de Régis Duqué écrite en 2005 et publiée en 2010 à l'occasion du spectacle à l'Atelier 210 de Bruxelles dans une mise en scène de Jérôme Nayer,.

## L'auteur
Régis Duqué est licencié en philologie romane et en études théâtrales de l'Université catholique de Louvain ; il est professeur, journaliste, auteur dramatique et metteur en scène,. Pour Hors-la-loi, il est élu « meilleur auteur » aux Prix de la critique 2011, obtient le Prix Ado du théâtre contemporain en Picardie et le Prix Sony Labou Tansi des lycéens.

## La pièce
L’histoire est inspirée du film Rio Bravo de Howard Hawks : William Blake, shérif héroïque, est appelé dans la ville de Bodie pour y mettre de l’ordre. Il est accompagné de Monsieur Ripley, puceau maladroit, qui rêve de connaître l’Ouest, le vrai ! Arrivés sur place, ils arrêtent Frank, le caïd local, plus bavard que dangereux. Lulu, qui travaille à l’étage du saloon, et Pearl, l’institutrice du coin, vont se disputer les faveurs de William, au grand désespoir de Frank.

## Personnages et distribution à la création
- William Blake : Hervé Piron
- Frank : Eno Krojanker
- Lulu : Fanny Hanciaux
- Pearl : Yasmine Laassal
- Monsieur Ripley : François de Saint Georges

## Représentations
- 2010 : Mise en scène de Jérôme Nayer à l'Atelier 210.
- 2011 : Spectacle programmé au Théâtre des Doms lors du Festival d'Avignon[1].
- 2011 : Reprise au Centre culturel Jacques Franck.